# ルテニア
ルテニア（英語: Ruthenia）とは、東ヨーロッパの複数国家にまたがる地域を指す言葉。ルシン語を話すルテニア人の居住地として知られる。

## 解説
「ルテニア」は、現在のウクライナ西部とポーランド南東部にまたがる地域を指すが、広い意味ではウクライナあるいはウクライナとベラルーシを合わせた地域を指す。ルテニアとは「赤ロシア」の意味を持つ。
「ルテニア」の名称は、元素ルテニウムの名前の由来となった。